# Kirani James Athletic Stadium
Grenada National Stadium lub Police Ground – to wielofunkcyjny stadion w Saint George’s na Grenadzie. Jest obecnie używany głównie dla meczów piłki nożnej, a także do zawodów lekkoatletycznych (posiada bieżnię). Swoje mecze rozgrywają na nim reprezentacja Grenady w piłce nożnej oraz drużyna piłkarska Police. Stadion mieści 9000 osób.